# 內格雷什蒂鄉 (尼亞姆茨縣)
47°02′03″N 26°21′23″E / 47.0343°N 26.3564°E
內格雷什蒂鄉（羅馬尼亞語：Comuna Negrești, Neamț），是羅馬尼亞的鄉份，位於該國東北部，由尼亞姆茨縣負責管轄，面積53平方公里，海拔高度440米，2007年人口1,996，人口密度每平方公里38人。